# Херман фон Бохолц-Асебург
Херман Вернер фон Бохолц-Асебург (на немски: Hermann Werner Graf von Bocholtz-Asseburg; * 14 септември 1770 в Падерборн; † 8 октомври 1849 в замък Хиненбург) е граф от род Бохолц в замък Хиненбург, днес в град Бракел в Северен Рейн-Вестфалия, императорски-кралски кемерер и политик в Кралство Прусия.
Той е син на Каспер Теодор Вернер фон Бохолц (1743 – 1822) и съпругата му фрайин Мария Тереза/Терезия Либерия Франциска фон дер Асебург (1740 – 1773), дъщеря на Херман Вернер фон дер Асебург (1702 – 1779) и фрайин Терезия София Антоанета фон дер Липе цу Финзебек (1710 – 1788). Баща му Теодор е издигнат на граф на 10 юли 1803 г. в Берлин.
Херман е издигнат през 1803 г. на граф. Понеже дядо му Херман Вернер фон дер Асебург няма синове, Херман Вернер фон Бохолц започва да се нарича като наследник „Граф фон Бохолц-Асебург“.
Херман Вернер фон Бохолц-Асебург е императорски-кралски кемерер и домхер в Мюнстер. Той е избран от курията на рицарските собственици на имения в Падерборн от 1826 до 1831 г. за член в „Пруското провинциално събрание на провинция Вестфалия“.

## Фамилия
Херман Вернер фон Бохолц-Асебур се жени на 25 май 1793 г. в Кьолн за графиня Фелицитас Волф-Метерних (* 7 април 1767, Бон; † 1797, Бреде при Бракел), дъщеря на граф Йохан Игнац Франц Волф-Метерних-Грахт нар. Елмпт цу Бургау (1740 – 1790) и фрайин Мария Антонета Франциска София Валпурга Виктория Фелицитас фон дер Асебург (1744 – 1827). Тя умира на 29 години. Бракът е бездетен.
Херман Вернер фон Бохолц-Асебур се жени втори път на 27 октомври 1810 г. в Бьокендорф за фрайин Франциска фон Хакстхаузен (* 6 ноември 1793, Бьокендорф; † 12 декември 1879, Хиненбург), дъщеря на фрайхер Вернер Адолф фон Хакстхаузен (1744 – 1823) и втората му съпруга фрайин Амалия Мария Анна Доротея фон Вендт цу Папенхаузен (1755 – 1829). Те имат четири деца:
- Дидерих Бусо фон Бохолц-Асебург (* 25 май 1812 в Хиненбург; † 20 май1892 в замък Хиненбург), женен на 29 август 1837 г. в Мюнстер, Вестфалия за графиня Вилхелмина фон Вестерхолт и Гизенберг (* 5 януари 1813, Вестерхолт; † 13 декември 1893, Хиненбург); имат четири деца
- Мария Терезия фон Бохолц-Асебург (* 25 септември 1815, Хиненбург; † 24 юни 1894, Хиненбург), омъжена на 2 май 1835 г. в Хиненбург за граф Йохан Феликс Бернардинус Хайденрикус Салезиус Доминикус Йозефус Мария Дросте цу Вишеринг фон Неселроде-Райхенщайн (* 4 август 1808, Мюнстер; † 2 май 1865, Хертен)
- Адолф Вилхелм Лудвиг фон Бохолц-Асебург (* 8 август 1817, Хиненбург; † 23 февруари 1880, Панвиц), женен на 29 август 1843 г. в Дернебург за графиня Елеонора фон Мюнстер-Леденбург (* 4 ноември 1818; † 4 юли 1882, Дрезден); имат неженени дъщеря и син
- Херменегилда фон Бохолц-Асебург (* 11 април 1819, Хиненбург; † 12 юли 1872, Гимних), омъжена на 5 май 1840 г. в Хинненбург за граф Максимилиан Феликс Марие Валбург Хуберт Волф-Метерних-Грахт (* 24 септември 1814, Гимних; † 24 ноември 1871, Гимних), брат на първата съпруга на баща ѝ, син на граф Йохан Игнац Франц Волф-Метерних-Грахт нар. Елмпт цу Бургау (1740 – 1790) и фрайин Мария Антонета Франциска София Валпурга Виктория Фелицитас фон дер Асебург (1744 – 1827).